# Fosse commune

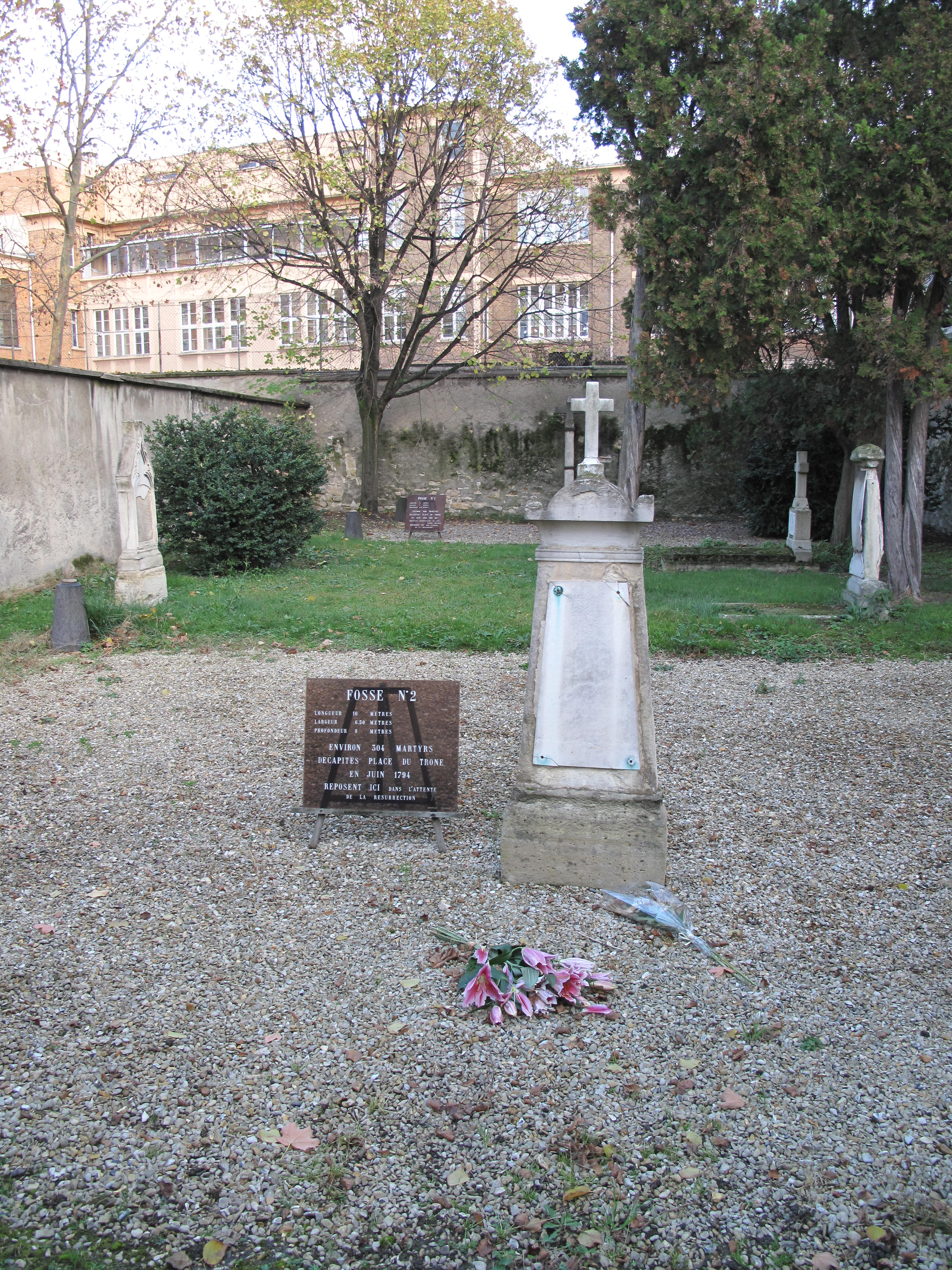
Fosses communes du cimetière de Picpus à Paris (les zones engravées sont les emplacements des fosses). Fosse no 2 : ici reposent environ 304 corps décapités place du Trône.

Une fosse commune est une fosse ou une tranchée creusée dans le sol destinée à y entasser des cadavres.
Dans les pays occidentaux, les morts sont généralement enterrés dans des tombes ou caveaux, situés dans des concessions, elles-mêmes situées dans des cimetières et les fosses communes sont plutôt réservées soit aux pauvres, soit aux morts non identifiés tués lors de catastrophes, d'épidémies, de guerres ou de révolutions.
Le terme en anglais américain est Potter's field (champ du potier) en référence à l'épisode biblique du champ de l'Akeldama acheté avec les pièces d'argent données pour la trahison de Jésus.

## Historique
On situe l'apparition du terme « fosse commune » à la période médiévale, avec celle de l'aître et du charnier (les plus vieux mots pour désigner le cimetière). Il désigne le lieu où étaient déposés les gens du commun au fur et à mesure des décès. L'inhumation médiévale obéissant aux règles chrétiennes, elle est en fosse individuelle ou majoritairement en fosse commune, la pratique des tombes individuelles ne se généralisant que dans la première moitié du XVIIIe siècle.

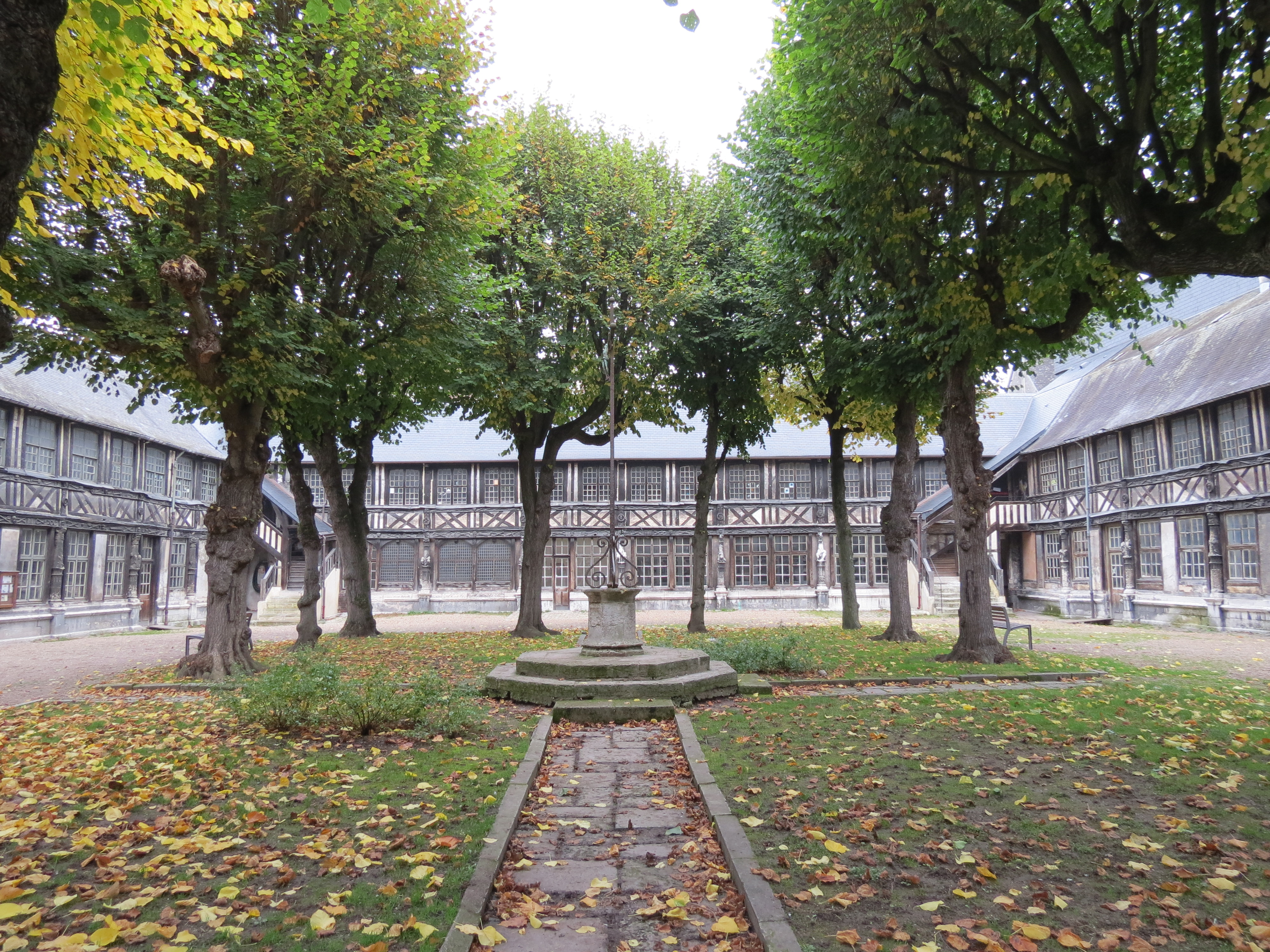
L'aître du cimetière médiéval est occupé par des fosses individuelles et surtout des grandes fosses communes qui demeurent le mode commun de sépulture des défunts de condition modeste jusqu'au XVIIIe siècle.

En France, la fosse commune désigne depuis longtemps la fosse dans laquelle on enterre le corps des personnes pauvres, ou le corps de certains athées. La parcelle spécifique portait le nom de « carré des indigents », terme péjoratif remplacé en 1991 par le terme « division à caveaux de terrain commun ». Sous l'Ancien Régime, les fosses communes « ouvertes et refermées sans précaution superflue, manquent vite de profondeur et de terre filtrante. Si l'on néglige de recouvrir les corps d'une quantité suffisante de terre, les cadavres entassés se décomposent lentement et difficilement. Cette macération collective dégage des odeurs permanentes, accentuées, et parfois de manière insupportable pour le voisinage en cas de fortes chaleurs. La mort pue dans les cimetières comme dans l'église et l'enclos paroissial saturé est un lieu peu propice à la méditation, d'autant que les tombes ne sont guère individualisées ».

### Les fosses communes de la Terreur (France)
Les résultats de la politique de Terreur (juin 1793 - juin 1794) font que les victimes du Tribunal révolutionnaire s’amoncellent et qu’il faut les enterrer.
Le cimetière de Picpus sera un des lieux d’enfouissement où au moins 1 306 victimes sont inhumées. Elles proviennent de la « barrière du Trône ».
Le cimetière de Clamart recueillera une partie des victimes des massacres de Septembre.

#### La forêt de Katyne

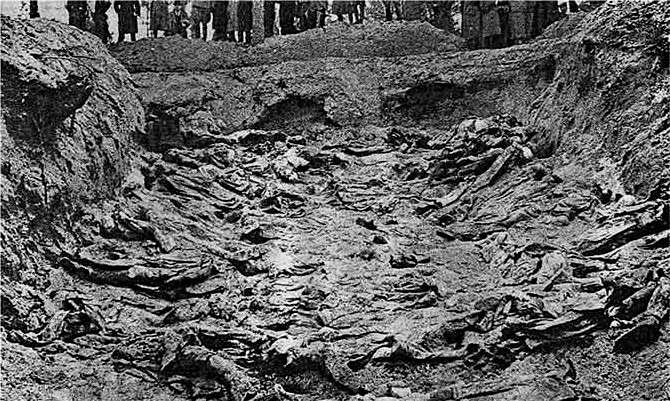
Exhumation des corps d'officiers polonais exécutés par le NKVD soviétique (massacre de Katyne).

## Catalogne
En Catalogne, de nombreux combattants républicains espagnols sont inhumés dans des fosses communes pendant la guerre d'Espagne. Le Fossar de la Pedrera de Montjuïc, œuvre de Beth Gali, leur rend hommage.

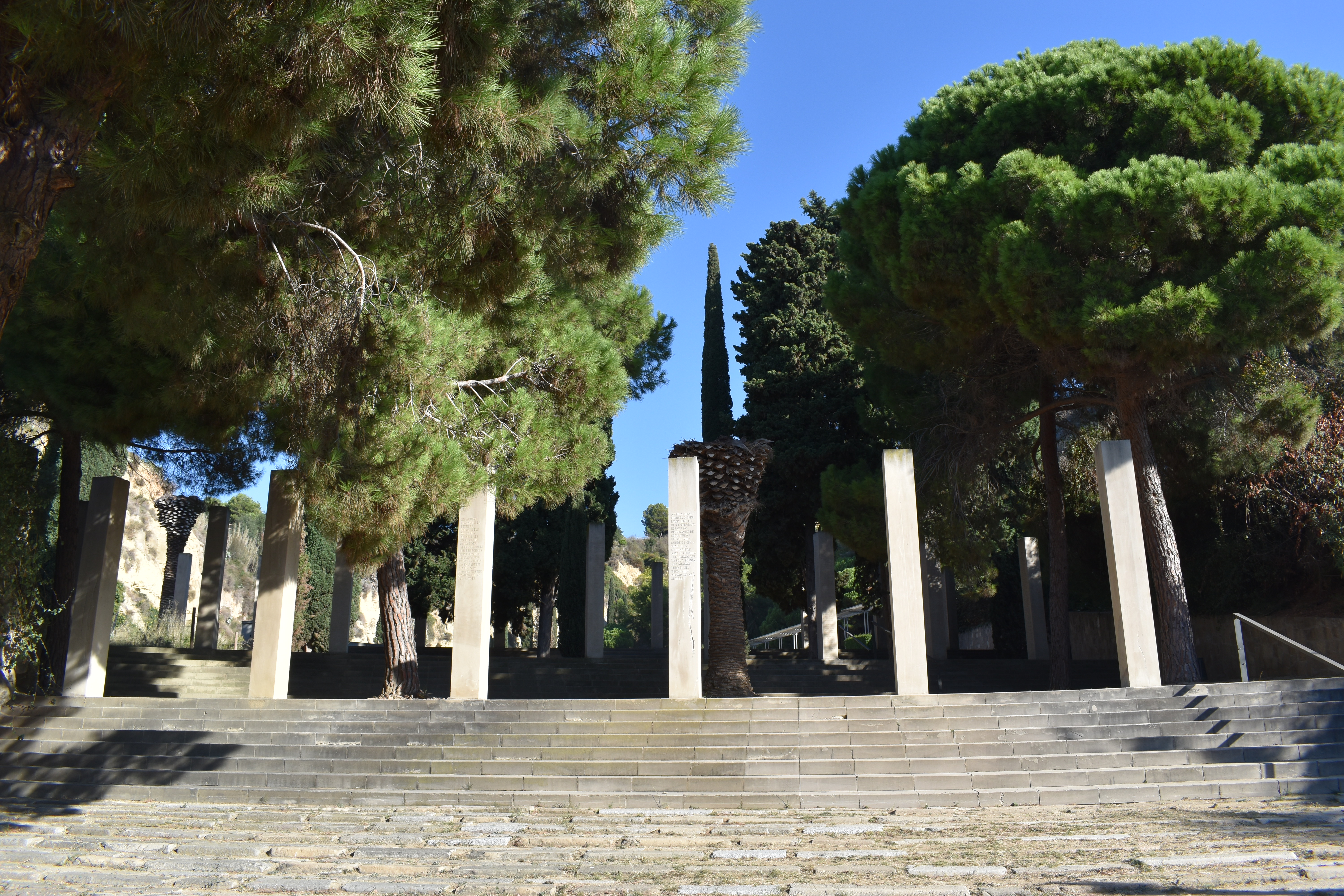
Fossar de la Pedrera, Barcelone.

## France
En France, c'est dans la « division à caveaux de terrain commun », expression souvent remplacée par terrain commun ou fosse commune, qu'on enterre le corps des personnes auxquelles leurs proches ne peuvent offrir une sépulture, les corps non réclamés par les proches, et les cadavres non identifiés.
Après cinq ans, les corps sont exhumés et envoyés à l'ossuaire ou incinérés au crématorium le plus proche afin de libérer des places pour de nouveaux défunts. Dans le cas d'une crémation, les cendres sont en général dispersées dans le jardin du souvenir de la commune. L'ossuaire est l'endroit où sont déposés les ossements une fois que les tombes ont été désaffectées.